# Gustavo Guglielmone
Gustavo Guglielmone (nascido em 16 de maio de 1971) é um ex-ciclista argentino.

## Olimpíadas
Participou, representando a Argentina, dos Jogos Olímpicos de Verão de 1992 na modalidade do ciclismo de pista.